# 김병헌 (1957년)
김병헌(1957년 ~ )는 대한민국의 금융인이다.

## 학력
- 서강대학교 경영학과
- 서울대학교 경영학 석사
- 조지아주립대학교 석사

## 경력
- 2013년 : LIG손해보험 대표이사 사장
- 2006년 : LIG손해보험 경영지원총괄 부사장